# Rhamphomyia brunneostriata
Rhamphomyia brunneostriata är en tvåvingeart som beskrevs av Frey 1950. Rhamphomyia brunneostriata ingår i släktet Rhamphomyia och familjen dansflugor. Inga underarter finns listade i Catalogue of Life.